# 지기스문트 폰 외스터라이히 대공
지기스문트(독일어: Sigismund, 1427년 10월 26일 ~ 1496년 3월 4일)는 합스부르크가의 인물로 1439년(1477년 대공으로 승격)부터 사망할 때까지 오스트리아 공작이었다. 합스부르크가 레오폴트 계보의 후예로서 그는 1446년부터 1490년 사임할 때까지 외오스트리아와 티롤 후백국을 다스렸다.

## 생애
지기스문트는 인스부르크의 티롤령에서 태어났다. 그의 부모는 오스트리아의 공작 프리드리히 4세와 그의 두 번째 부인인 브런즈윅-뤼네부르크의 벨프 공작 프리드리히 1세의 딸인 브런즈윅의 안나(Anna)였다. 1439년 아버지가 사망하자 미성년자인 내오스트리아 공작 프리드리히 5세(지기스문트의 사촌)는 1446년까지 섭정으로 활동했다. 1440년 2월, 오스트리아 영토에 대한 영향력을 확장하기 위해 모든 기회를 이용했다. 그는 또한 구스위스 연방에 상실된 구 합스부르크 영토를 되찾기 위해 구취리히 전쟁에 개입했고, 티롤 귀족들은 그에게 통치를 지기스문트에게 양도할 것을 촉구했다.

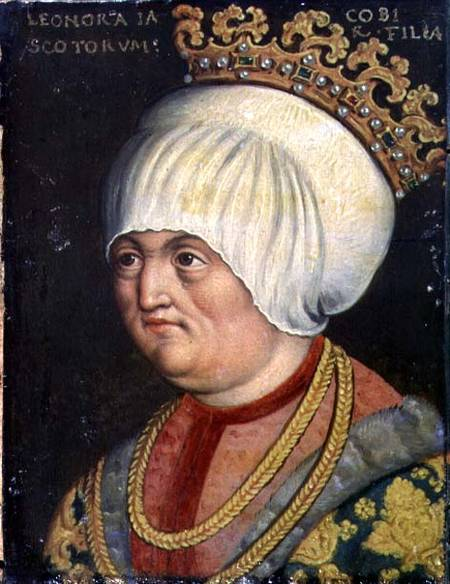
스코틀랜드의 엘레노어의 초상. 안톤 보이스

티롤의 광산은 프리드리히에게 중요한 수입원으로 남아 있었고, 1446년이 되어 그의 섭정이 끝나자 지기스문트는 남부 알자스의 준트가우 슈바벤 영토를 포함하는 외오스트리아 소유지(브라이스가우 및 수많은 소규모 영지 포함)에 대한 통치권을 얻을 수 있었다. 그의 사촌은 샤를 7세의 딸인 프랑스 공주 라데공드와 결혼시키려 했으나 1444년에 사망했고, 지기스문트는 1449년 스튜어트 왕 제임스 1세의 딸인 스코틀랜드의 엘레노어 공주와 결혼했다.
지기스문트는 1451년에 이전 브레겐츠 카운티(현재의 포어를베르크)의 많은 부분과 그로스 발저 계곡과 클라인 발저 계곡의 추가 영지를 획득할 수 있었다. 그럼에도 불구하고 그는 프리드리히의 동생인 오스트리아의 알베르트 6세 대공이 제기한 주장에 대처해야 했으며, 일시적으로 여러 외오스트리아 영토에 대한 통치권을 그에게 양도해야 했다. 그의 치세 대부분 동안 그는 당시 브릭센의 대주교였던 쿠사의 니콜라스와 논쟁을 벌였다가 1449년 티롤 리안 아이삭, 푸스터, 인의 통제를 위해 추기경으로 승진했다. 계곡. 지기스문트는 니콜라스의 반대자인 하임부르크의 그레고리우스 편을 들었고 1460년 그가 브루네크 성에 있는 주교의 저택을 향해 행진했을 때 교황 비오 2세에 의해 파문을 당했다. 니콜라스는 교황령에 있는 토디로 도피했지만, 교황의 사면을 받기 위해 대공이 항복하기 전에 병에 걸려 1464년에 사망했다.
1469년에 지기스문트는 알자스 토지, 프피르트 백작 (페레트), 브라이스가우 및 그 외 여러 도시를 포함하여 라인강에 있는 자신의 슈바벤 땅 여러 개를 대담한 부르고뉴 공작 샤를에게 매각했다. 출처는 불분명하다. 호화로운 생활로 쌓인 빚 때문에 팔았는지, 아니면 스위스 연방의 확장에 대비해 자산을 더 잘 보호하고 싶어서 그냥 '임대'한 건지. 차례로 그는 포어아를베르크의 소유지를 확장하여 1474년에 소넨베르크 백작령을 구입하고, 스위스와 함께 콘스탄츠에서 평화 조약을 체결했다.) 그리고 알자스 도시들에서 그는 에리코 전투에서 부르고뉴 공작 샤를에 맞서 싸웠다.

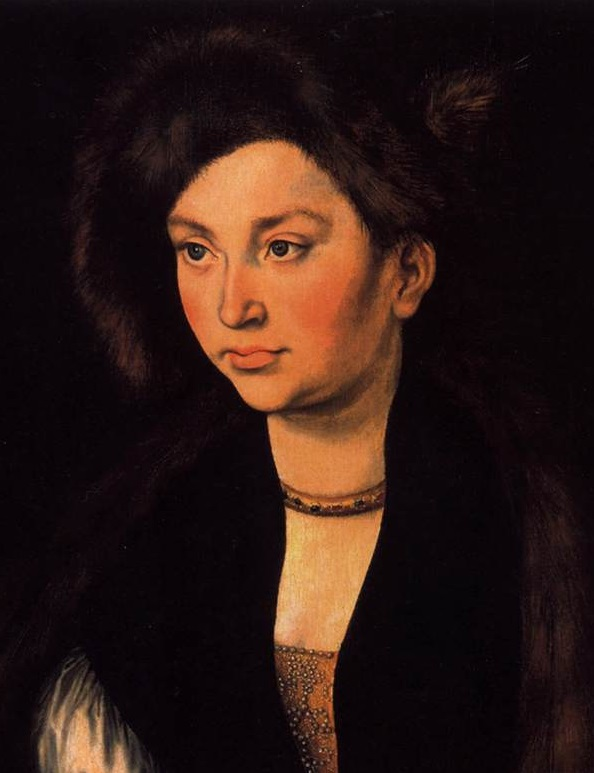
작센의 카트리나

1477년 그의 사촌 프리드리히는 1452년에 신성 로마 제국의 황제로 즉위하여 그를 대공( Archduke)으로 승격시켰다. 3년 후, 엘레노어 공주가 사망하고 1484년, 지기스문트는 16세의 작센의 카트리나(작센의 베틴 공작 알브레히트 3세의 딸)과 결혼했다. 그는 두 결혼 생활에서 자손이 없었다.

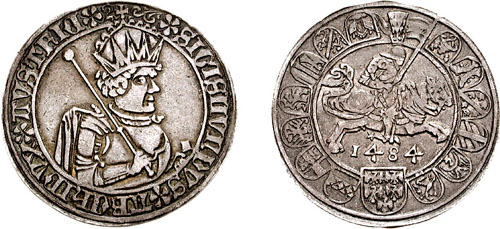
1484년 발행된 굴덴그로센

1470년대 후반과 1480년대 초반에 지기스문트는 급진적인 주화 개혁을 제정한 법령을 발표하여 결국 거의 1천 년 만에 세계 최초의 정말 크고 무거운 은화인 굴덴그로센(guldengroschen)을 만들었다. 나중에 탈러로 발전. 이 주화는 이후에 나올 유럽의 주요 주화 종파와 미국 달러의 조상이 되었다. 새로운 채광 방법과 기술을 사용하여 Tirol의 대부분 정지된 은광이 다시 생산에 복귀했으며 곧 주변의 여러 주에서 오래된 광산을 다시 열고 유사한 주화를 주조했다. 아메리카 대륙에 있는 스페인 식민지의 은이 유럽 경제에 범람하면서 대규모 주화 생산이 폭발적으로 증가했다. 지기스문트가 ‘동전부자’(der Münzreiche)라는 별명을 얻은 것은 부분적으로 이러한 개혁에서 비롯되었다.
지기스문트는 그의 평의회의 나쁜 조언에 쉽게 흔들리고 1487년 3월에 때때로 로베레토 전쟁이라고 불리는 베니스 공화국과 무의미한 전쟁에 돌입했다. 티롤 군대는 베니스 소유의 발수가나 계곡에서 은광을 재빨리 탈취했고, 1487년 4월 지기스문트는 보젠(현재의 볼차노)의 박람회장으로 가는 베네치아 상인 130명을 투옥하고 그들의 상품을 압수하자 더욱 격분했다. 티롤은 칼리아노 고개를 습격했고 나중에 대규모 포격을 사용하여 로베레토의 성을 포위했다. 그러한 큰 조각이 전쟁에 사용된 최초의 시간 중 하나이다. 전쟁은 여름까지 계속되었지만, 어느 쪽도 결정적인 승리를 거두지 못하고 끝났다. 충돌의 주목할만한 사상자는 로베르토 산세베리노 다라고나였다.
1490년까지 티롤 귀족들의 반대로 인해 지기스문트는 프리드리히의 아들인 대공 막시밀리안 1세에게 통치권을 넘겨주게 되었고, 그는 후에 그의 아버지를 이어 신성 로마 제국의 황제가 되었다. 지기스문트가 자발적으로 막시밀리안에게 권력을 이양했는지 아니면 막시밀리안에게 강력하게 강요받았는지는 분명하지 않다. 1496년 지기스문트가 사망하자 합스부르크 레오폴트 계보의 티롤 분파는 소멸되어 대공 막시밀리안이 왕조의 모든 소유물에 대한 유일한 상속인이 되었다.